# Die Insel (2005)
Die Insel (Originaltitel: The Island) ist ein US-amerikanischer Science-Fiction-Film von Michael Bay aus dem Jahr 2005. Die Hauptrollen spielten Ewan McGregor und Scarlett Johansson. Der Film basiert auf dem Roman Spares (dt. Titel: Geklont) von Michael Marshall Smith und startete am 4. August 2005 in den deutschen Kinos.

## Handlung
Lincoln Six Echo und Jordan Two Delta leben nach einer Pandemie, der sogenannten „Kontamination“, zusammen mit Hunderten weiteren Überlebenden geschützt vor der Außenwelt in einer Arkologie. Sie tragen alle die gleiche Kleidung, die Umgebung ist äußerst sauber und sie gehen einer mehr oder weniger monotonen Arbeit nach. Ihr Leben, ihre Ernährung und ihre Freizeit sind stark reglementiert und werden streng überwacht. So wird zum Beispiel Männern und Frauen ein zu enger Umgang miteinander durch ein Körperkontaktverbot untersagt.
Doch diese sterile Welt ist nur eine Illusion. In Wahrheit ist die Erde nicht verseucht; die gesamte Anlage befindet sich unterirdisch in einer Wüste in den USA und gehört einem Großkonzern unter der Leitung des skrupellosen Dr. Merrick, der dort mit finanzieller Unterstützung der Regierung offiziell auf dem Gebiet der Organforschung tätig ist, tatsächlich jedoch auf Bestellung Klone von Menschen züchtet. Für fünf Millionen Dollar kann man sich klonen lassen und hat somit ein „Ersatzteillager“ für seine kranken Organe, oder man erhält eine unfreiwillige Leihmutter.
Um die Klone ruhigzustellen, wird ihnen das Märchen einer verseuchten Erde vorgegaukelt, auf der es nur noch eine einzige natürliche, unverseuchte Umgebung mit begrenztem Platz gebe, nämlich die sogenannte „Insel“. Jeder Bewohner nimmt an einer wöchentlichen Lotterie teil, um als Gewinner angeblich dorthin zu gelangen. Die Hoffnung, selbst bald die Reise auf die Insel zu gewinnen, ist der suggerierte Lebensinhalt der Klone. Tatsächlich ist die Lotterieziehung jedoch fingiert, sodass immer genau diejenigen Klone die scheinbare Reise antreten dürfen, deren Organe gerade von ihrem Original, dem sogenannten „Sponsor“, in der wirklichen Welt gebraucht werden. Auch bei einer Geburt darf die Gebärende auf die Insel umziehen. Dadurch wird den Klonen der Weggang ihrer Mitbewohner plausibel gemacht. In Wahrheit werden sie jedoch ebenso getötet wie diejenigen, deren Organe man entnimmt.
Eines Tages wird Jordan Two Delta ausgelost. Lincoln Six Echo, der sich seit einiger Zeit verbotenerweise zu ihr hingezogen fühlt, hegt schon länger Zweifel am Wahrheitsgehalt des Systems, nicht zuletzt deshalb, weil ihn jede Nacht Albträume plagen, in denen er von einer Renovatio (lateinisch für ‚Erneuerung‘) genannten Yacht ins Meer stürzt und ertrinkt. Seine Zweifel werden noch bestärkt, als er in verbotenen Gängen eine lebende Motte einfängt, die wegen der Verseuchung draußen gar nicht existieren dürfte. Immer mehr von Zweifeln geplagt, beschließt er eines Nachts, die Motte wieder fliegen zu lassen und ihr zu folgen. Auf seinem Weg durch die Anlage gelangt er in einen verborgenen medizinischen Trakt und wird dort Zeuge, wie man zwei angebliche Lotteriegewinner tötet, um an ihre Organe bzw. an das Neugeborene zu kommen. Lincoln wird klar, dass die Verseuchung der Erde und die Insel nur Lügen sind.
Lincoln beschließt, gemeinsam mit Jordan, die sich nun offensichtlich in Lebensgefahr befindet, in die reale Welt zu fliehen. Auf der Flucht entdecken sie, dass die Anlage unterirdisch angelegt ist und die Bilder ihrer Umgebung (Berge, Wälder, Wiesen usw.) nur von einem Hologramm-Generator erzeugt werden. Nachdem sie über einen Ausgang zur Oberfläche gelangt sind, der sich in einer Wüste befindet, suchen und treffen sie in einer Bar in einem nahegelegenen Ort den Mechaniker McCord, einen Angestellten des Konzerns, den Lincoln kennt und dem er vertraut. Dieser bietet ihnen kurzzeitig Unterschlupf und erklärt ihnen, dass sie nur Klone von Menschen sind. Die beiden müssen feststellen, dass nicht nur vom Konzern beauftragte Söldner, sondern auch die Polizei hinter ihnen her ist. Bei dem Versuch, ihnen Zeit zu verschaffen, wird McCord getötet. Die Flucht führt Lincoln und Jordan nach Los Angeles. Sie versuchen einerseits, ihren Verfolgern zu entkommen, andererseits aber auch, ihre Sponsoren zu finden – also diejenigen Menschen, von denen sie in Auftrag gegeben wurden. Von ihnen erhoffen sie sich Hilfe bei einem Aufklärungsfeldzug in der Öffentlichkeit, um so das Leben der verbliebenen Klone zu retten und die Machenschaften des Konzerns zu vereiteln, da es diesem gelingt, nach außen hin das Bild aufrechtzuerhalten, dass in der Anlage nur Organspenderkörper im komaartigen Zustand, nicht aber lebendige Menschen bei Bewusstsein gezüchtet und getötet würden.
Im Laufe der Zeit stellen Lincoln und Jordan fest, dass es auch Klone von einem bekannten Football-Spieler und sogar vom US-amerikanischen Präsidenten in ihrer Welt gibt. Jordan entdeckt bei der Suche, dass ihre Sponsorin ein Kind hat und selbst anscheinend komatös in einer Klinik liegt. Da ihre Sponsorin einen lebensgefährlichen Unfall hatte und dringend Spenderorgane benötigt, ist Jordan in der Lotterie ausgewählt worden, damit ihr diese entnommen werden können. Lincoln trifft sogar sein menschliches Pendant, den Designer Tom Lincoln. Allerdings hintergeht Tom Lincoln seinen Klon, da er in naher Zukunft dessen Leber benötigt. Bei der Flucht geraten die beiden Lincolns in die Schusslinie des Kopfgeldjägers Laurent. Lincoln Six Echo täuscht Laurent, indem er Tom unbemerkt sein Identifikationsarmband anlegt, woraufhin dieser erschossen wird. Lincoln Six Echo kann dadurch Toms Identität annehmen. Er kehrt zu Jordan zurück und kommt ihr erstmals näher. Gemeinsam beschließen sie, die anderen Klone zu retten, bevor sie sich in die Freiheit absetzen wollen. Lincoln, der für Tom gehalten wird, wird von der Firma eingeladen, um neue Gewebeproben zur Herstellung eines neuen Klons abzugeben; Jordan hingegen wird von Laurent und seiner Söldnertruppe aufgespürt und ebenfalls in die Firma gebracht.
Dr. Merrick ist inzwischen klar geworden, dass die letzten vier Produktionsreihen von Klonen ungewollte Erinnerungsfragmente ihrer Originale regeneriert haben. Er beschließt, alle verbliebenen Klone dieser Serien zu vernichten. Durch die Einführung von massenhaften „Lotteriegewinnen“ sollen sie gruppenweise in eine als Gaskammer genutzte Brennkammer gebracht und getötet werden. Kurz vor dem Tod der ersten Gruppe schafft es Jordan jedoch, diese aus der Brennkammer zu befreien. Dabei bekommt sie unerwartete Hilfe von Laurent, dem Kopfgeldjäger, der sich trotz seines Auftrags nun gegen das den Klonen zugefügte Unrecht stellt, nachdem er einen Sinneswandel durchgemacht hat.
Währenddessen zerstört Lincoln den Hologramm-Generator, der den Klonen die kontaminierte Außenwelt vorgegaukelt hat. Dr. Merrick wird beim Versuch, dies zu verhindern, im Kampf mit Lincoln getötet. Die anderen Klone erkennen durch das Fehlen des Hologramms, wo sie sich befinden, und begeben sich schließlich über die Ausgänge in die Außenwelt.
In der letzten Szene ist zu sehen, wie Jordan und Lincoln Six Echo auf einer Yacht über das Meer fahren.

## Hintergrund
- Ursprünglich sollte der Film zum Ende des 21. Jahrhunderts spielen. Aufgrund von neueren Erkenntnissen in der Klonforschung beschloss Regisseur Bay, die Handlung des Films um rund ein halbes Jahrhundert vorzuverlegen.
- Das Jachtmodell „Wally Power 118“ des monegassischen Herstellers Wally Yachts wird für das Boot „Renovatio“ verwendet, das als Erinnerung die Verbindung zwischen Lincoln Six Echo und seinem Sponsor Tom Lincoln herstellt.
- Teile des Films wurden in der Geisterstadt Rhyolite (Nevada), in der Los Angeles Union Station sowie in dem verfallenden alten Hauptbahnhof in Detroit gedreht.
- Der Film verwendet neben Motiven aus Clonus Horror auch welche aus Flucht ins 23. Jahrhundert (Logan’s Run) (1976)[3] sowie Coma (1977).

## Synchronisation
Die deutsche Synchronisation übernahm die Film- & Fernseh-Synchron GmbH in Berlin, nach einem Dialogbuch von Hartmut Neugebauer unter der Dialogregie von Dietmar Wunder.
| Rolle                                     | Schauspieler          | Synchronsprecher  |
| ----------------------------------------- | --------------------- | ----------------- |
| Lincoln Six Echo/Tom Lincoln              | Ewan McGregor         | Philipp Moog      |
| Jordan Two Delta/Sarah Jordan             | Scarlett Johansson    | Angela Wiederhut  |
| Albert Laurent                            | Djimon Hounsou        | Jan Odle          |
| Dr. Bernard Merrick                       | Sean Bean             | Torsten Michaelis |
| James McCord                              | Steve Buscemi         | Santiago Ziesmer  |
| Starkweather Two Delta/Jamal Starkweather | Michael Clarke Duncan | Tilo Schmitz      |
| Jones Three Echo                          | Ethan Phillips        | Claus Brockmeyer  |
| Gandu Three Echo                          | Brian Stepanek        | Christian Weygand |
| Suzie                                     | Shawnee Smith         | Natascha Geisler  |
| Charles Whitman                           | Kim Coates            | Frank Röth        |
| Organkurier                               | Glenn Morshower       | Thomas Wenke      |

## Kritiken
Während frühere Bay-Filme stets harscher Kritik ausgesetzt waren, erhielt Die Insel auch positive Beurteilungen. Deutlich wird dies zum Beispiel, wenn die allgemeine Bewertung des Films des US-amerikanischen Rezensionsportal Rotten Tomatoes mit der zu den Bay-Filmen Pearl Harbor (2001) und Bad Boys II (2003) verglichen wird. Während Pearl Harbour 24 Prozent und Bad Boys II nur 23 Prozent positive Kritiken erhielten, schnitt Die Insel mit 40 Prozent positiven Bewertungen etwas besser ab. Auch der renommierte US-amerikanische Filmkritiker Roger Ebert fand einiges Positives:
„Die erste Hälfte des Films ist eine sparsame, gruselige Science-Fiction-Parabel, die dann zu einem High-Tech-Actionfilm wird. Beide Hälften funktionieren, doch ob als Ganzes ist fraglich.“
Auf der anderen Seite schrieb Andreas Kilb in der FAZ, Die Insel sei kein anspruchsvoller Science-Fiction-Film. Selbst der Regisseur spreche von einem „Debakel“. Die Hauptdarsteller sähen aus wie „aus der Sportartikelwerbung“. Kilb moniert weiter:
„Im Verlauf des Films verschenkt Bay alle Möglichkeiten seines Themas, weil er es nur als Anlaß für visuellen Krawall und skrupelloses Product Placement begreift. Das Skript, das Caspian Tredwell-Owen für Die Insel geschrieben hat, war ein Rohdiamant; Bay hat einen geschmacklosen Klunker daraus gemacht, ein Stück Popcorn-Problemkino, das nicht einmal als Unterhaltungsprodukt etwas taugt.“
David Kleingers vom Spiegel hat für Die Insel ebenfalls kein Wohlwollen übrig:
„Hauruck-Regisseur Michael Bay versucht sich mit dem Gentechnik-Thriller Die Insel an einer Kreuzung aus rabiatem Actionspektakel und zeitkritischer Science-Fiction. Was als vielversprechendes Experiment im Genrekino beginnt, endet allerdings in einem kindischen Klonkrieg ohne Konsequenz. […] Denn kaum hat sein Heldenpaar den unterirdischen Kerker hinter sich gelassen, schaltet Regisseur Bay prompt auf Action-Autopilot und verlagert das Geschehen vom existenziellen Drama in jene überdimensionierte Sandkiste, die schon seine naiven Allmachtsphantasien The Rock, Armageddon und Pearl Harbor beheimatete.“
Die Redakteure von Prisma urteilten, „der eher für tumbe Action bekannte Bay […] hat hier einen intelligenten Sciencefiction-Thriller gedreht, der an Werke wie Michael Crichtons ,Koma‘ und Michael Andersons ,Flucht ins 23. Jahrhundert‘ erinnert. Auch wenn in der zweiten Hälfte weniger gut inszenierte Action die Überhand gewinnt, verliert der Film nicht an Spannung. Viele gute Ideen, starke Darsteller und der Verzicht auf unnötige Komik oder übertriebenes Pathos […] sorgen für packende Unterhaltung.“
Cinema stellt das Positive voran und lobt „Starbesetztes, utopisches Action-Abenteuer im Stil von ,Auf der Flucht‘ – mit anspruchsvoller Note. Nur die viele Schleichwerbung stört.“
Auch TV Spielfilm kritisierte: „Ein typischer Michael-Bay-Film […] aber auch mindestens eine halbe Stunde zu lang, und man hat ständig den Eindruck, als sei man in der Cannes-Werberolle gelandet, versehen mit dünner Rahmenhandlung.“
In den USA wurde mehrfach die massive Produktplatzierung kritisiert. So wird unübersehbar für mehrere große Sportartikel- und Kommunikationskonzerne geworben.
Die Deutsche Film- und Medienbewertung (FBW) in Wiesbaden verlieh dem Film das Prädikat wertvoll.

## Plagiatsvorwurf
Seit Mitte August 2005 klagten die beiden Regisseure Robert S. Fiveson und Myrl A. Schreibman gegen Warner Bros. und Dreamworks. Sie vertraten die Auffassung, dass Michael Bay einfach die Handlung ihres Films Saat des Wahnsinns – Clonus Horror (Originaltitel: Parts: The Clonus Horror, 1979) plagiiert habe. Die Handlung dieses Films stimmt im Wesentlichen mit der von Die Insel überein: In einem isolierten Wüstengelände in den USA werden menschliche Klone gezüchtet, um als menschliche Ersatzteillager für die finanzielle und politische Elite der USA zu dienen. Die Klone wissen nichts über ihre Außenwelt und werden durch das Wachpersonal der Anlage von der Außenwelt abgeschottet. Ihnen wird vorgegaukelt, dass sie zur Belohnung nach Amerika ziehen dürfen, und als die Hauptfigur ihre eigene Existenz hinterfragt und es schafft, aus der Anlage zu fliehen, wird sie von Wächtern verfolgt und flieht in eine nahegelegene Stadt. Schließlich wird das Projekt der Öffentlichkeit bekannt gemacht.
Robert S. Fiveson und Myrl A. Schreibman forderten sowohl Schadensersatz als auch Gewinnbeteiligung. Außerdem forderten sie, die Aufführung des Films zu verbieten. Am 20. November 2006 einigte man sich schließlich außergerichtlich auf die Zahlung von einer Million US-Dollar.